# Бруннер, Джон
Сэр Джон Томлинсон Бруннер, 1-й баронет (8 февраля 1842 — 1 июля 1919) — британский химик, промышленник и либеральный политик. На производстве щёлочи Хатчинсона в Вайднесе он занимал должность главного менеджера. Там он встретил Людвига Монда, вместе с которым он позже основал химическую компанию Brunner Mond & Co, изначально производящую щёлочь способом Сольве. Как член парламента, он в 1885—1886 и 1887—1910 годах представлял Нортвич, Чешир,. Он был патером работодателя и, как политик, поддерживал ирландское самоуправление, профсоюзы, свободную торговлю, реформы системы социального обеспечения и, в преддверии первой мировой войны, склонялся к прогерманской позиции. Бруннер был видным масоном и благотворителем в городах своего избирательного округа и Университета Ливерпуля. Прадед нынешней герцогини Кентской.

## Ранняя жизнь и карьера
Джон Томлинсон Бруннер родился в Эвертоне, Ливерпуль, четвёртым ребёнком и вторым сыном Джона Бруннера (род. 20 июня 1800), швейцарского унитариста и учителя, и Маргарет Екатерины Карфей (ум. 8 сентября 1874), происходившей с острова Мэн, дочери Томаса Карфей и Маргарет Лиис. Его отец создал школу в Недерфилд Род, Эвертон, известную как Дом Святого Георгия, чтобы учить детей в соответствии с направлениями Песталоцци. Мать Бруннера умерла в 1847 году, когда ему было лет пять. Отец женился на Нэнси Инман в 1851 году. Она была проницательной в вопросах бизнеса, и отец Бруннера поручил ей обучение своего сына практическим навыкам. Бруннер получил образование в школе отца, а затем в возрасте 15 лет он решил сделать карьеру в торговле. Он провёл четыре года в доме доставки в Ливерпуле, но не нашёл это дело ни интересным, ни прибыльным, поэтому он принял решение о смене вида деятельности. В 1861 году Бруннер занял пост в канцелярии в щелочном производстве Хатчинсона в Вайднесе, где его старший брат Генри уже работал техническим менеджером. Там он дослужился до должности генерального управляющего. Вскоре после начала работы на Хатчинсона, Бруннер встретил химика немецкого происхождения Людвига Монда.

## Brunner Mond and Company
В 1873 году Бруннер организовал партнёрские отношения с Мондом, и вместе они основали Brunner Mond & Company. Их начальный капитал был менее £ 20 000 (1,3 млн фунтов стерлингов в пересчёте на цены 2011 года), большая доля которого была позаимствована. В апреле 1872 года Монд прибыл в Бельгию, чтобы встретиться с Эрнестом Сольве для переговоров об условиях производства щёлочи с использованием процесса, разрабатывавшегося Сольве. Процесс Сольве давал при производстве кальцинированную соду, которая была дешевле, а также производилась из более легко доступного сырья и с меньшим количеством побочных продуктов, чем та же сода, производимая по ранее применяемой процедуре Леблан. Монд подписал соглашение с Сольве о разделении мирового рынка с компанией Монда, имевшей эксклюзивное права в США и на Британских островах.
Бруннер и Монд решили построить свой завод в Виннингтоне, недалеко от Нортвича, в Чешире на земле, принадлежащей лорду Стэнли из Алдрея. Он был расположен на реке Уивер, что позволило поставлять по ней сырьё и перевозить готовую продукцию. Лорд Стэнли настаивал на продаже дома Виннингтон Холл, а также прилегающих земель как одном из условий сделки. Покупка была завершена в 1873 году, и некоторое время Монд и Бруннер жили в разных крыльях холла. В первые годы было чрезвычайно сложно, сначала сделать работу завода наиболее эффективной, а затем, продавать кальцинированную соду. Так было до тех пор, пока в 1878 году не был достигнут успех, когда они превзошли своих конкурентов, начав производить более дешёвую продукцию. В 1881 году сотрудничество было преобразовано в ООО с капиталом имущества, оцениваемым в £ 600 000 (£ 4 500 000 по оценке на 2011 год), и учредители стали управляющими на всю оставшуюся жизнь. В 1891 году Бруннер стал председателем совета директоров и сохранил этот пост до апреля 1918 года, завершив своё руководство лишь за 14 месяцев до его смерти. Однако к тому времени его обязанности чаще исполнял его сын Роко.
После успешного начала Brunner Mond & Company стала самой дорогостоящей британской химической компанией конца XIX века. В слиянии с тремя другими британскими химическими компаниями в 1926 году она сформировала Imperial Chemical Industries (ICI), которая имела рыночную стоимость свыше £ 18 млн (£ 770 млн по состоянию на 2011). «Таймс» дала Бруннеру прозвище «Химический Крёз». Он был патерналистким работодателем и пошёл на многое, чтобы улучшить положение своих сотрудников. Бруннер предпринял такие меры, как сокращение рабочего дня, уменьшение вероятности болезней и травм, страхование и оплачиваемый отпуск. Сейчас компания называется Tata Chemicals Europe.

## Политика

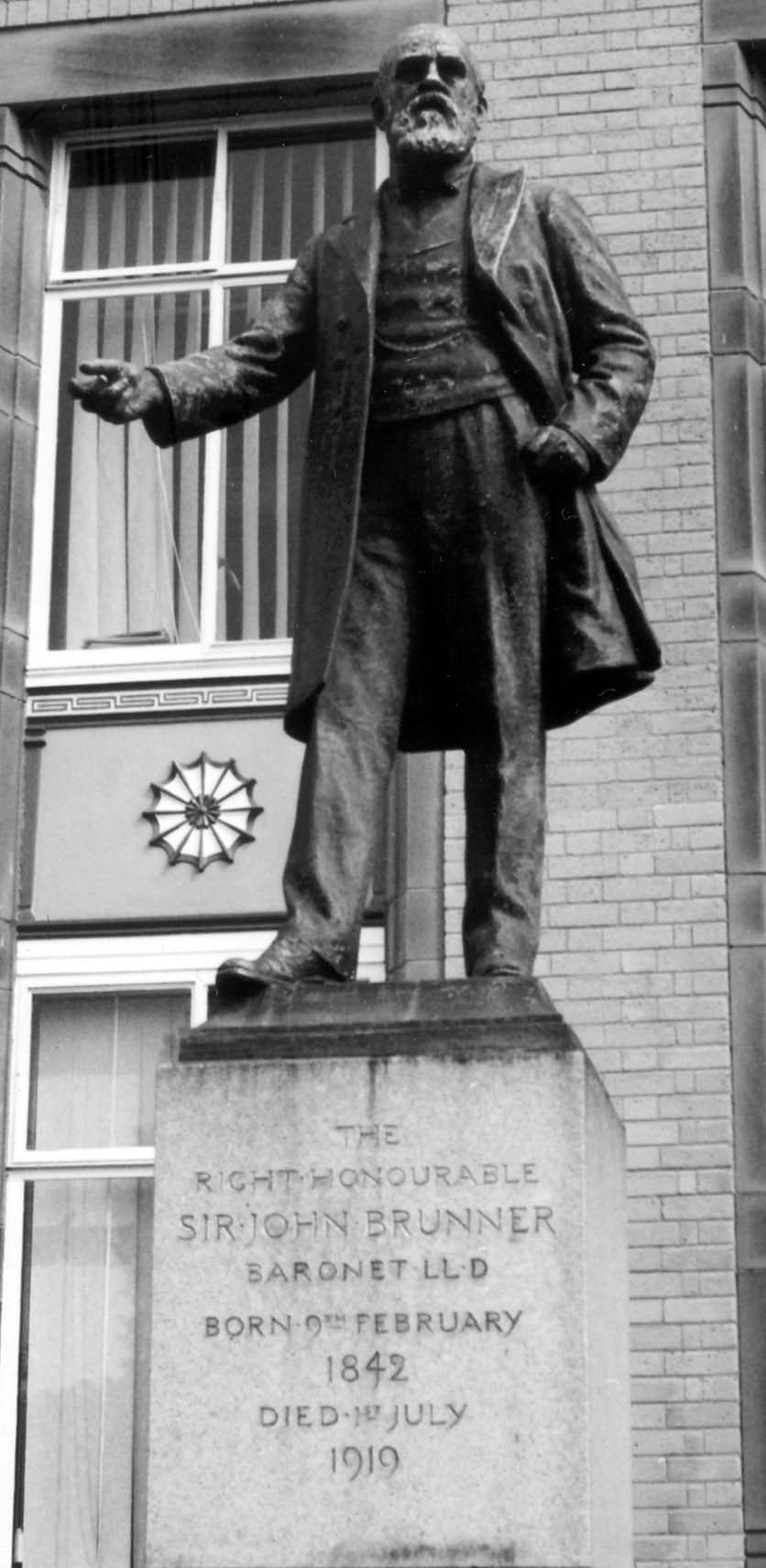
Статуя Джона Бруннера в Виннингтоне, Чешир

За годы своей работы в Хатчинсоне Вайднеса, Бруннер отстаивал свои политические интересы. Он присоединился к филиалу Национальной лиги в Вайднеса и стал его секретарем в 1872 году. Это дало ему возможность контактировать с либералами из Ливерпуля и других частей страны. Вскоре, после переезда в Нортвич, Бруннер стал более активно вовлекаться в образование на местах, в особенности в Британской Школе в городе. Позднее он служил в совете губернаторов, а также в местном санитарном управлении. В результате того, что был создан закон 1885 года о перераспределении мест парламентского избирательного округа Нортвича, Бруннер предложил себя в качестве кандидата в Либеральной партии. В своём выступлении на должность он поддержал отделение церкви Англии, реформу законодательства, Ирландское движение за самоуправление, выплату компенсации тем, чьи права были ущемлены перекачкой соляной воды из соляных копий в океане. Во время предвыборной кампании его стали перебивать, потому что у него было иностранное имя. Он ответил: «Мой отец был швейцарским подданным, моя мать родом из острова Мэн, я родился в Ливерпуле, моя няня была из Велльса: этого достаточного для вас в Чешире?» На всеобщих выборах 1 декабря 1885 Бруннер победил Уильяма Генри Вердина, своего соперника консерватора, с перевесом в 1028 голосов.
Либеральная партия получила больше всего мест на выборах, но недостаточно, чтобы сформировать правящее большинство, и отмежевалась от ирландской парламентской партийной фракции, чтобы сохранить баланс политических сил. Это сделало невозможным формирование стабильного правительства, и, таким образом, была объявлена дата повторных всеобщих выборов в июне 1886 года. В то же время, Либеральная партия раскололась, и сформировалась либеральная партия юнионистов. Оппонентом Бруннера на выборах 1886 года был его брат Уильям Генри Вердин Роберт, отстаивающий позицию Либерально юнионистской партии. На выборах 13 июля 1886 года Бруннер был побеждён с перевесом в 458 голосов. В ноябре 1886 года Бруннер начал мировое турне в сопровождении своей жены и сына Стефана. Его возвращение в Нортвич 2 июля 1887 году было встречено большим праздником, так как он был чрезвычайно популярен в городе как добрый и отзывчивый работодатель и щедрый благотворитель. Не позднее чем через три недели после возвращения Бруннера Роберт Вердин умер, что стало причиной дополнительных выборов. Противником Бруннера был лорд Генри Гровенор, отстаивающий взгляды либерально-юнионистской партии. На этот раз, на выборах 13 августа, Бруннер победил с большинством в 1129 голосов. В 1892 году на всеобщих выборах противником Бруннера был уже не либерал-юнионист, а консерватор Джордж Вайтли, который был производителем хлопка из Блэкберна. Бруннер был избран большинством в 1255 голосов. В 1895 году на выборах он победил Томаса Уорда, другого консерватора, с преимуществом в 1638 голосов. Всеобщие выборы 1900 года проводились во время англо-бурской войны, против которой выступал Бруннер. Он сохранил своё место с большинством в 699 голосов. В 1906 году на всеобщих выборов противником Бруннера был консерватор полковник Б. Н. Норд, участвовавший в англо-бурской войне. Бруннер увеличил своё преимущество до 1792 голосов. Он продолжал быть членом парламента от Нортвича до всеобщих выборов в январе 1910 года, когда решил не избираться, отчасти из-за своего здоровья, а также из-за беспокойства за здоровье жены. Впоследствии он переехал в графство Суррей, но продолжал играть роль в политике, после того, как был избран при голосовании в Чертси из графства Суррей Совета.
Как депутат-либерал он поддерживал ирландское самоуправление, профсоюзы, свободные торговые реформы и благосостояние. В преддверии первой мировой войны он утверждал, что Великобритания должна принять более благосклонный подход по отношению к Германии, включая военно-морское разоружение. Когда же война разразилась, Бруннер был решительным в мнении, что нужно бороться и победить. В дополнение к производству щелочей, его заводы производили и другие химические соединения для использования в взрывчатых веществах. Он также построил новый завод по очистке тринитротолуола.

## Заслуги
Бруннер был щедрым благотворителем, включая содействие в обеспечении школ, гильдий и социальных клубов. Нортвичу он подарил бесплатную библиотеку и повторно обеспечил доходом гимназию сэра Джона Дина. В Ранкорне он купил заброшенную часовню и подарил её городу для использования профсоюзами и содружествами, а в соседней деревне Ведстон он купил заброшенную школу и передал её местной общине. Он также обеспечил доходом кафедры экономики, физической химии и египтологии Университета Ливерпуля.
За границей он сделал подарок Landesmuseum в Цюрихе и также обеспечил больницу в Швейцарии. В 1885 году он стал масоном, а в 1900 году основал John Brunner Lodge в Over Winsford. В следующем году он был удостоен чести ранга патента Past Grand Deacon Англии.
В 1899 году Бруннер (который к тому времени получил титул баронета) стал председателем компании Runcorn and Widnes Transporter Bridge. Он выписал 25 000 £ (2 400 000 £ в ценах 2013 года) на его строительство вдобавок к кредиту в 12 000 фунтов стерлингов (1,1 млн фунтов стерлингов в ценах 2013 года) и личной гарантии на банковский кредит в размере 31 000 £ (3 млн £ по состоянию на 2013 год). Строительство Bridge было завершено в 1905 году, и его должен был открывать Эдуард VII, но король не смог присутствовать, так что Бруннер проводил церемонию сам. К 1911 году стало ясно, что мост будет всегда работать себе в убыток, и Бруннер стал отстаивать его право на существование в Widnes Corporation. «Таймс» объявила, что это действие можно отнести к «виртуальному подарку на 68 000 £» (5 900 000 £ по состоянию на 2013 год).

## Личная жизнь
4 июня 1864 Бруннер обвенчался с Саломе Дэвис, дочерью ливерпульского торговца, с которой у него было шесть детей. Саломе умерла 29 января 1874 года, и уже в следующем году он женился на Джейн Вайман, дочери врача Кеттеринга и гувернантке своих детей От этого брака у него появились ещё три дочери. В 1891 году он переехал из Brunners Winnington Hall в пригороде Ливерпуля Wavertree.
Среди других занимаемых должностей он был вице-президентом Британской гильдии наук, заместителем лейтенанта графства Ланкашир и про-канцлером Ливерпульского университета. В 1909 году ливерпульский университет присудил ему почётную степень доктора права. В 1895 году он был пожалован баронетом Друидского Креста в графстве Ланкашир, и в 1906 году стал членом Тайного совета, но отказался от звания пэра. Он умер в 1919 году в своём доме в Чертэй, графстве Суррей. Цена его поместья составила более £ 906 000 (£ 31 млн по состоянию на 2011). Кроме того он отдал своих пятерых дочерей замуж и перевёл инвестиции на своих сыновей. Титул баронета унаследовал его старший сын — политик-либерал Джон Бруннер.

## Биография
- Koss, Stephen E. (1970), Sir John Brunner: Radical Plutocrat 1842-1919, London: Cambridge University Press, ISBN 0-521-07906-3
- Starkey, H.F. (1990), Old Runcorn, Halton Borough Council